# Zoroaster orientalis
Zoroaster orientalis är en sjöstjärneart som beskrevs av Hayashi 1943. Zoroaster orientalis ingår i släktet Zoroaster och familjen Zoroasteridae. Inga underarter finns listade i Catalogue of Life.